# Oxira nepalicola
Oxira nepalicola är en fjärilsart som beskrevs av Márton Hreblay och Ronkay 1998. Oxira nepalicola ingår i släktet Oxira och familjen nattflyn. Inga underarter finns listade i Catalogue of Life.